# Дакота (Минесота)
Дакота (енгл. Dakota) град је у америчкој савезној држави Минесота.

## Демографија
По попису из 2010. године број становника је 323, што је 6 (-1,8%) становника мање него 2000. године.
| Група             | 2000.       | 2010.       |
| Белци             | 327 (99,4%) | 321 (99,4%) |
| Афроамериканци    | 0 (0,0%)    | 0 (0,0%)    |
| Азијати           | 0 (0,0%)    | 0 (0,0%)    |
| Хиспаноамериканци | 1 (0,3%)    | 0 (0,0%)    |
| Укупно            | 329         | 323         |